# Busa
A busa (Hypophthalmichthys) a sugarasúszójú halak (Actinopterygii) osztályának pontyalakúak (Cypriniformes) rendjébe, ezen belül a pontyfélék (Cyprinidae) családjába tartozó nem.

## Előfordulásuk
Eredeti élőhelyük Kína, a Kárpát-medencében nem őshonosak. A 60-as évektől végzett rendszeres telepítések miatt a magyarországi folyókban és néhol tavakban két faj, a pettyes busa és a fehér busa is gyakran előfordul. Természetes körülmények között a fehér busa már hazánkban is szaporodik, sajnálatosan a klímaváltozás kedvez ívásának.

## Megjelenésük
A busák külső megjelenése rendkívül jellegzetes, nagy testűek, fejük a testükhöz képest nagy és széles. Szemeik az állcsúcsuk vonala alatt helyezkednek el. Szájuk felső állású, úszóik jól fejlettek, farokúszójuk mélyen bemetszett. Speciális szivacsos szűrőkészülékkel kiszűrik a vízből a baktérium- és planktontartalmat. A legnagyobb hosszuk fajtól függően 54,5-146 centiméter között mozog.
Húsuk szálkás, közepes minőségű. Orvosbiológiai kísérletek szerint busák húsának rendszeres fogyasztása csökkenti a vér koleszterinszintjét, ezért húsukat az érelmeszesedést megelőző élelmiszerek közé sorolják.

## Életmódjuk
Fito- és zooplanktonnal táplálkoznak. Melegkedvelő hal, télen az anyagcseréje lelassul
A busák táplálék-kiválasztási szokásai közvetve hatással vannak a ragadozóhalakra is. Ugyanis azokon a területeken, ahol nagy számban élnek, nemcsak a planktonállományt, hanem az apróbb halak számát is csökkentik, amelyek a ragadozók táplálékául szolgálnának.

## Rendszerezés
A nembe az alábbi 3 élő faj és 1 fosszilis faj tartozik:
- Hypophthalmichthys harmandi Sauvage, 1884
- fehér busa (Hypophthalmichthys molitrix) (Valenciennes, 1844) - típusfaj
- pettyes busa (Hypophthalmichthys nobilis) (Richardson, 1845)
- †Hypophthalmichthys okuyamai Nakajima, 1984 - kora pliocén

## Ajánlott magyar nyelvű könyvek

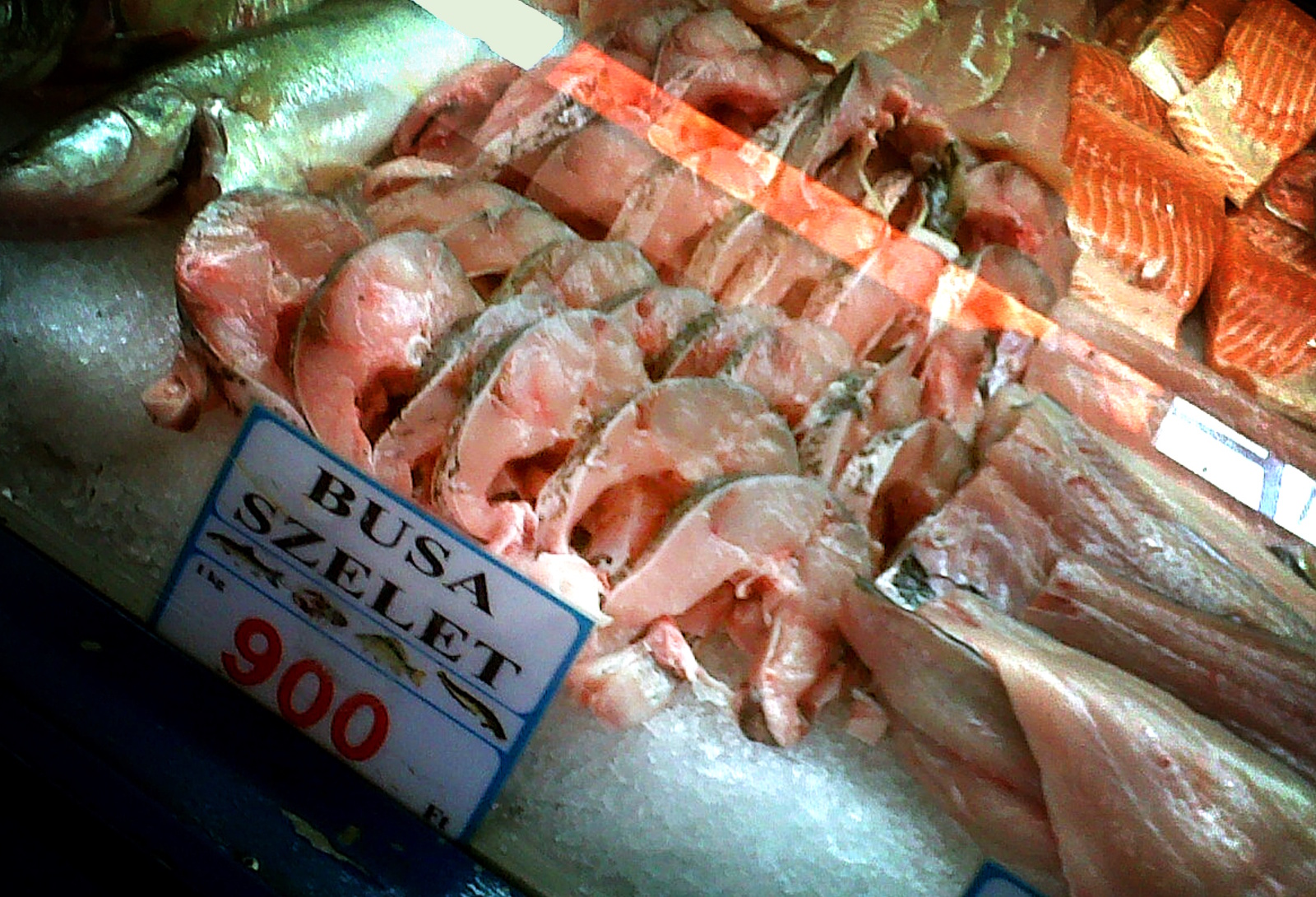
Busa szeletek a Bosnyák téri piacon

- Dudich, E., Loksa, I. (1987): Állatrendszertan – Tankönyvkiadó, Budapest ISBN 963-18-0543-3
- Papp, L.(1996): Zootaxonómia – egységes jegyzet – Állatorvostudományi Egyetem, Budapest
- Deckert, K. et al (1974): Uránia Állatvilág: halak, kétéltűek, hüllők – Gondolat Kiadó, Budapest ISBN 963-280-138-5

## Busák hatása a víz minőségére és a vízben való viselkedésük
- A busák táplálkozása közvetlenül befolyásolja a víz ökoszisztémáját, de kevesen tudják, hogy emésztésük során olyan anyagok is a vízbe kerülnek, amelyek a vízi ökoszisztéma mikrobiológiai egyensúlyát megváltoztathatják. Ez főként a planktonpopulációk változásában nyilvánul meg.
- A busák Vajdaságban új szokásokat vettek fel az eredeti élőhelyükhöz képest. Például a Tisza vizeiben megfigyelhető, hogy egyes rajok a sekélyebb területeket preferálják, ahol nagyobb a horgászati nyomás, így gyorsabban tanulják meg elkerülni a csalit.

## Kommunikáció
A busák képesek alacsony frekvenciájú rezgések és hangok kibocsátására, amelyeket főleg stresszhelyzetben vagy szaporodási időszakban alkalmaznak. Ezt a tulajdonságukat akusztikai megfigyelések során fedezték fel, de a tudományos publikációkban alig esik róla szó.